# Roberto Nicotti
Roberto Nicotti (* 17. Mai 1966 in  Élisabethville, Zaire, heute Lubumbashi, Demokratische Republik Kongo; † 15. September 1995 in Córdoba (Spanien)) war ein italienischer Radrennfahrer und nationaler Meister im Radsport.

## Sportliche Laufbahn
Nicotti war Bahnradsportler. Bei den UCI-Bahn-Weltmeisterschaften 1986 gewann er mit seinem Partner Andrea Faccini die Bronzemedaille im Tandemrennen.
Mit Faccini holte er bei den UCI-Bahn-Weltmeisterschaften 1987 die Silbermedaille. Im Finale unterlagen sie den Franzosen Fabrice Colas und Frédéric Magné.
1986 gewannen beide Fahrer die nationale Meisterschaft im Tandemrennen.
Am 30. Mai 2015 wurde in Roveleto di Cadeo eine Allee zu Ehren von Roberto Nicotti mit seinem Namen benannt.